# Chelypus macroceras
Chelypus macroceras är en spindeldjursart som först beskrevs av Roewer 1933.  Chelypus macroceras ingår i släktet Chelypus och familjen Hexisopodidae. Inga underarter finns listade i Catalogue of Life.